# Tituly a vyznamenání Mária Soarese

Erb prezidenta Portugalska jakožto rytíře velkokříže s řetězem Řádu Karla III.

Mário Soares, portugalský politik a bývalý prezident Portugalska, obdržel během svého života řadu státních i nestátních vyznamenání a ocenění, a to jak portugalských tak zahraničních. Také mezi lety 1977 a 1998 získal čestné doktoráty na 36 univerzitách po celém světě. Během svého funkčního období prezidenta Portugalska byl velmistrem portugalských řádů.

## Vyznamenání a ocenění

### Státní vyznamenání

#### Portugalská vyznamenání
V období výkonu funkce prezidenta republiky v době od 9. března 1986 do 9. března 1996 byl velmistrem portugalských řádů.

##### Velmistr řádů 1986–1986
- Stuha třech řádů
- Řád věže a meče
- Řád Kristův
- Řád avizských rytířů
- Řád svatého Jakuba od meče
- Řád prince Jindřicha
- Řád svobody
- Řád za zásluhy
- Řád veřejného vzdělávání

##### Osobní vyznamenání
- velkokříž Řádu Kristova – 9. dubna 1981[2]
- velkokříž s řetězem Řádu věže a meče – 9. března 1991[2]
- velkokříž s řetězem Řádu svobody – 9 .března 1996[2]

#### Zahraniční vyznamenání

Erb Mária Soarese jakožto rytíře Řádu Serafínů

- Brazílie
  -  velkokříž Řádu Jižního kříže – 10. března 1987[3]
  -  velkokříž s řetězem Řádu národního kongresu – 13. dubna 1987[3]
  -  velkokříž s řetězem Řádu Jižního kříže – 10. listopadu 1987[3]
  -  velkokříž Národního řádu za zásluhy – 30. března 1988[3]
  -  velkokříž Řádu Ipiranga – São Paulo, 13. dubna 1987[3]
  -  velkokříž s řetězem Řádu za zásluhy – Bahia, 30. března 1988[3]
- Bulharsko
  -  Řád Stará planina – 26. října 1994[3]
- Dánsko
  -  rytíř velkokříže Řádu Dannebrog – 30. března 1988[3]
  -  rytíř Řádu slona – 6. května 1992[4]
- Dominikánská republika
  -  velkokříž Řádu za zásluhy Duarta, Sáncheze a Melly – 10. března 1987[3]
- Egypt
  -  velkokříž s řetězem Řádu Nilu – 4. dubna 1992[3]
- Ekvádor
  -  velkokříž s řetězem Národního řádu za zásluhy[3]
- Finsko
  -  velkokříž s řetězem Řádu bílé růže – 1990[5]
- Francie
  -  velkokříž Národního řádu za zásluhy – 26. května 1988[3]
  -  velkokříž Řádu čestné legie – 7. května 1990[3]
- Chile
  -  velkokříž s řetězem Řádu za zásluhy – 22. července 1992[3]
- Island
  -  velkokříž Řádu islandského sokola – 21. listopadu 1983[6]
  -  velkokříž s řetězem Řádu islandského sokola – 4. června 1993[6]
- Itálie
  -  rytíř velkokříže Řádu zásluh o Italskou republiku – 26. dubna 1984[7]
  -  rytíř velkokříže s řetězem Řádu zásluh o Italskou republiku – 5. dubna 1989[8]
- Jižní Afrika
  -  velkokříž Řádu dobré naděje – 1995[9]
- Jižní Korea
  -  Řád za zásluhy v diplomatických službách speciální I. třídy – 23. dubna 1987[3]
- Jugoslávie
  -  Řád jugoslávské hvězdy s šerpou – 30. března 1988[3]
  -  velkohvězda Řádu jugoslávské hvězdy – 24. dubna 1990[3]
- Kapverdy
  -  Řád Amílcara Cabrala I. třídy – 5. ledna 2001[3]
- Kolumbie
  -  velkokříž s řetězem Řádu Boyacá – 27. května 1988[3]
- Konžská republika
  -  velkokříž Řádu za zásluhy – 12. září 1989[3]
- Kypr
  -  velkokříž s řetězem Řádu Makaria III. – 29. května 1990[3]
- Lucembursko
  -  Nasavský domácí řád zlatého lva – 26. května 1988[10]
  -  rytíř velkokříže Řádu dubové koruny – 1996[3]
- Maďarsko
  -  velkokříž Záslužného řádu Maďarské republiky – 25. ledna 1993
- Malta
  -  Národní řád za zásluhy – 9. října 1994[11]
- Maroko
  - Řád Muhammada speciální třídy – 6. února 1992[3]
- Mexiko
  -  velkokříž Řádu aztéckého orla – 2003[3]
- Německo
  -  velkokříž Záslužného řádu Spolkové republiky Německo – 10. března 1987[3]
  -  velkokříž speciální třídy Záslužného řádu Spolkové republiky Německo – 8. ledna 1991[3]
- Nizozemsko
  -  rytíř velkokříže Řádu nizozemského lva – 26. září 1991[3]
- Norsko
  -  rytíř velkokříž Řádu svatého Olafa – 10. března 1987[3]
- Palestina
  -  Řád palestinské hvězdy I. třídy – 18. listopadu 1993[3]
- Pobřeží slonoviny
  -  velkokříž Národního řádu Pobřeží slonoviny – 1. června 1990
- Polsko
  -  velkokříž Řádu za zásluhy Polské republiky – 21. května 1993 – udělil prezident Lech Wałęsa za mimořádné zásluhy o rozvoj spolupráce mezi Polskem a Portugalskem[12]
  -  velkokříž Řádu znovuzrozeného Polska – 26. října 1994 – udělil prezident Lech Wałęsa za mimořádné zásluhy o rozvoj všestranné spolupráce mezi Polskem a Portugalskem[13]
- Rakousko
  -  velkohvězda Čestného odznaku Za zásluhy o Rakouskou republiku – 10. března 1987[3]
- Řecko
  -  velkokříž Řádu Spasitele – 20. listopadu 1987[3]
- Senegal
  -  velkokříž Řádu za zásluhy – 28. února 1996[3]
- Spojené království
  -  čestný rytíř velkokříže Řádu lázně – 19. května 1994[14]
  -  čestný rytíř velkokříže Řádu svatého Michala a svatého Jiří – 1996[14][15]
- Španělsko
  -  rytíř velkokříže Řádu Isabely Katolické – 21. listopadu 1977 – udělil král Juan Carlos I.[16]
  -  rytíř velkokříže Řádu Karla III. – 10. března 1983 – udělil král Juan Carlos I.[17]
  -  rytíř velkokříže s řetězem Řádu Karla III. – 11. prosince 1987 – udělil král Juan Carlos I.[18]
- ŠvédskoErb Mária Soarese jakožto rytíře Řádu Serafínů
  -  rytíř Řádu Serafínů – 28. ledna 1987[3]
- Tunisko
  -  velkokříž Řádu 7. listopadu – 16. února 1993[3]
- Vatikán
  -  rytíř velkokříže Řádu Pia IX. – 1990[19]
- Venezuela
  -  velkokříž s řetezem Řádu osvoboditele – 10. listopadu 1987[3]
- Zair
  -  velkokříž Národního řádu levharta – 4. prosince 1989[3]

### Nestátní ocenění
- řetěz Maltézského záslužného řádu – Suverénní řád Maltézských rytířů, 9. května 1989[3]
- Cena knížete asturského za mezinárodní spolupráci – Kníže asturský a Nadace knížete asturského, 1995[20]
- Mezinárodní cena Simóna Bolívara – UNESCO, 1998
- North-South Prize – Rada Evropy, 2000

## Akademické tituly

### Doctor honoris causa
- Brownova univerzita – 1987[1]
- Université Libre de Bruxelles – 1987[1]
- Univerzita v Salamance – 1987[1]
- Princetonská univerzita – 1988[1]
- Boloňská univerzita – 1989[1]
- Univerzita Paříž IV – 1989[1]
- Univerzita v Portu – 1990[1]
- Oxfordská univerzita – 1993[1]
- Universidad Complutense de Madrid – 1996[1]
- Univerzita Coimbra – 1997[1]
- Torontská univerzita – 1998[1]